# Carcinoma espinocelular

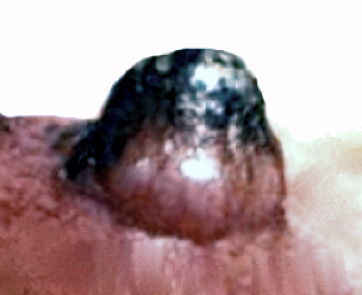
Imagen de un carcinoma espinocelular.

El carcinoma espinocelular, también conocido como epitelioma espinocelular o espinalioma es un tumor maligno en el que se observa una proliferación sin control de las células del estrato espinoso de la piel.

## Origen
La mayoría de los espinaliomas tienen su nacimiento a partir de procesos precancerosos, que pueden consistir en una lesión cicatricial no definitiva, quemaduras o heridas antiguas o en un tejido granulomatoso de años. En alrededor el 2% de los casos, las cicatrices por quemaduras se complican dando lugar a una forma tumoral inclusive en años posteriores. Se presenta generalmente en personas con edad. Se sabe que los espinaliomas cuyo origen es una eritroplasia producen más metástasis que de otra manera.

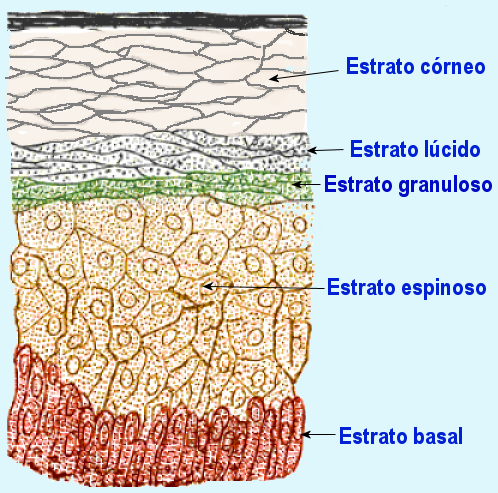
Imagen de que muestra los estratos de la piel
Modificado del diagrama de Grey.

## Peligrosidad
A diferencia del basalioma, el espinalioma sí es peligroso en virtud de que posee la capacidad de presentar metástasis a otras partes del cuerpo. Se da mayoritariamente en hombres por encima de los 55 años de edad, con piel clara y a menudo con pecas.

## Síntomas y manifestación
La transformación neoplásica de la lesión cutánea se presenta en forma de infiltración dura sobre la cual pueden aparecer así mismo, formaciones a manera de verrugas y ulceraciones. La mayor parte de las ocasiones, en la parte superior de esta formación parecida a un volcán se ve una costra negruzca u obscura que si se extirpa produce una hemorragia de pequeñas proporciones.
Se presenta principalmente en labios, el pabellón auricular y en el dorso de las manos.

## Tratamiento
Deberá hacerse bajo supervisión del dermatólogo tratante.
- Crema de 5-fluorouracilo al 2.5 % de forma tópica.
- Crema de imiquimod para aplicación local.
- Nitrógeno líquido en aplicación local por 10 segundos.
- Ácido tricloroacético al 30 %.
- Tratamiento quirúrgico con margen oncológico.